# Norops antonii
Norops antonii este o specie de șopârle din genul Norops, familia Polychrotidae, descrisă de Boulenger 1908. Conform Catalogue of Life specia Norops antonii nu are subspecii cunoscute.